# Bert van der Helm

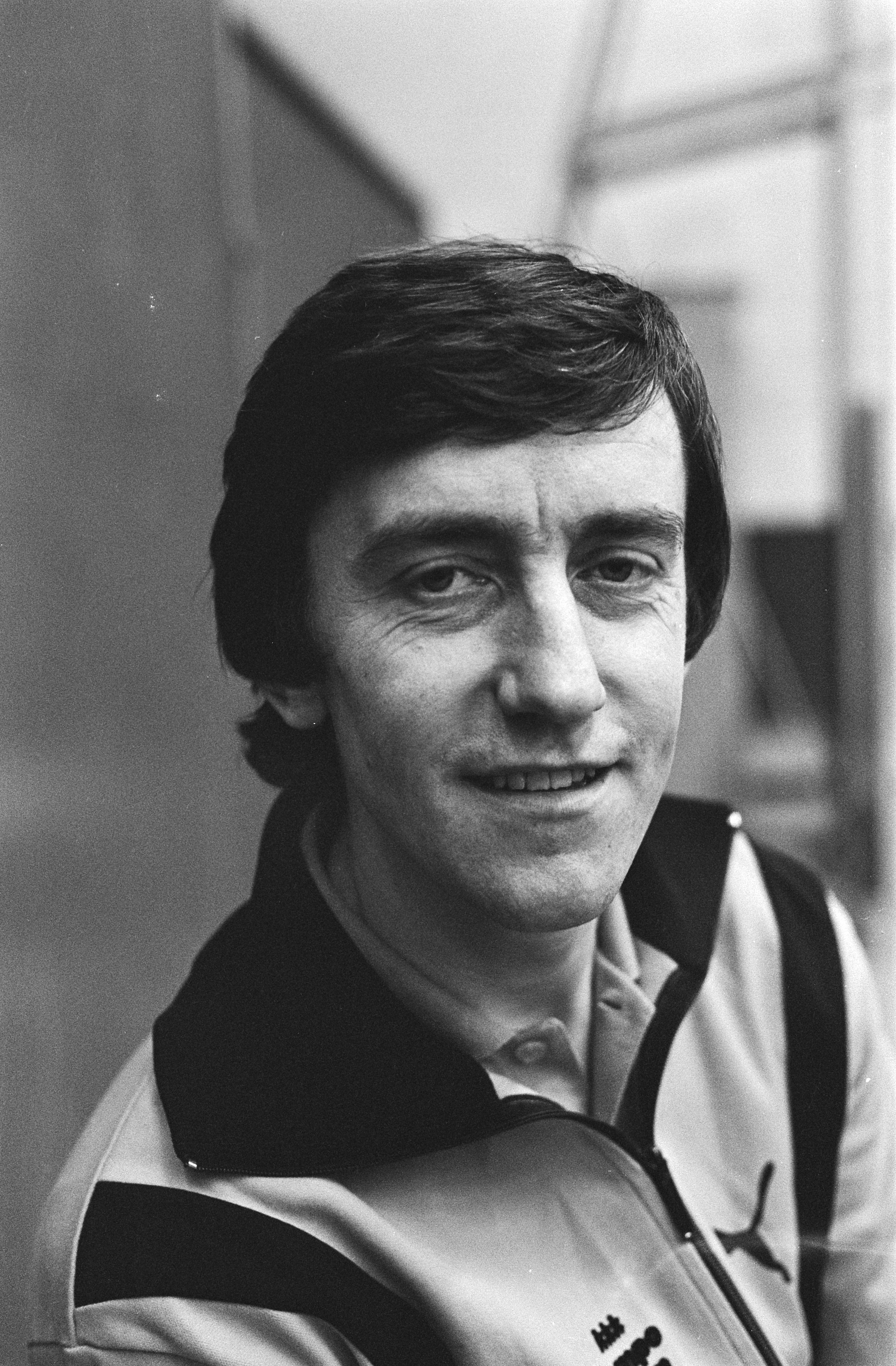
Bert van der Helm 1979

Bert van der Helm (* 23. November 1948 in Zoeterwoude) ist ein ehemaliger niederländischer Tischtennisspieler und -trainer. In den 1960er und 1970er Jahren gewann er 24 Titel bei den niederländischen Meisterschaften, siebenmal nahm er an Weltmeisterschaften teil.

## Werdegang
Als 14-Jähriger schloss er sich dem Verein LTTV Scylla an, wo er unter Anleitung des Trainers LTTV Scylla große Fortschritte erzielte. Später spielte er bei den Amsterdamer Vereinen TTV Tempo-Team, Delta Lloyd und ab 1977 wieder bei TTV Tempo-Team. In der Saison 1978/79 trat er mit TTC Plaza Altena in der deutschen Bundesliga an.
Bei den nationalen niederländischen Meisterschaften wurde er zwölfmal Meister im Einzel, ein Erfolg, den bis heute (2016) niemand mehr erreichte. Insgesamt holte er 24 Titel:
- 12-mal Einzel (1966, 1967, 1968, 1969, 1971, 1972, 1973, 1974, 1976, 1977, 1979, 1980)
- 8-mal Doppel: 1966 und 1970 mit Gerard Bakker Sr, 1972, 1974 und 1978 mit Nico van Slobbe, 1799 mit Will van Zoelen, 1980 mit Han Gootzen, 1982 mit René Hijne
- 4-mal Mixed: 1966 und 1969 mit Ellen Kort, 1970 mit Aukje Wynia, 1980 mit Ine Willems

Von 1965 bis 1979 wurde Bert van der Helm für sieben Weltmeisterschaften nominiert, wo er jedoch niemals in die Nähe von Medaillenrängen gelangte.
Nach seiner aktiven Laufbahn arbeitete Bert van der Helm als Trainer und betreute unter anderem Danny Heister und Bettine Vriesekoop.

## Privat
Bert van der Helm ist verheiratet mit Ellen Kort, mit der er zweimal dem Mixed-Titel gewonnen hatte.

## Turnierergebnisse
| Verband | Veranstaltung       | Jahr | Ort        | Land | Einzel     | Doppel    | Mixed        | Team |
| ------- | ------------------- | ---- | ---------- | ---- | ---------- | --------- | ------------ | ---- |
| NED     | Europameisterschaft | 1970 | Moskau     | URS  | letzte 16  |           |              |      |
| NED     | Weltmeisterschaft   | 1979 | Pyongyang  | PRK  | letzte 128 | letzte 64 | letzte 16    | 20   |
| NED     | Weltmeisterschaft   | 1977 | Birmingham | ENG  | letzte 64  | letzte 32 | letzte 64    | 25   |
| NED     | Weltmeisterschaft   | 1975 | Calcutta   | IND  | letzte 128 | letzte 64 | letzte 64    | 20   |
| NED     | Weltmeisterschaft   | 1973 | Sarajevo   | YUG  | letzte 64  | letzte 64 | letzte 64    | 21   |
| NED     | Weltmeisterschaft   | 1969 | München    | FRG  | letzte 64  | Qual      | Qual         | 20   |
| NED     | Weltmeisterschaft   | 1967 | Stockholm  | SWE  | letzte 64  | letzte 64 | letzte 32    | 20   |
| NED     | Weltmeisterschaft   | 1965 | Ljubljana  | YUG  | Qual       | Qual      | keine Teiln. | 20   |